# Heliocopris anguliceps
Heliocopris anguliceps är en skalbaggsart som beskrevs av Emile Janssens 1943. Heliocopris anguliceps ingår i släktet Heliocopris och familjen bladhorningar. Inga underarter finns listade i Catalogue of Life.